# Булл-Голлоу (Оклахома)
Булл-Голлоу (англ. Bull Hollow) — переписна місцевість (CDP) в США, в окрузі Делавер штату Оклахома. Населення — 61 особа (2020).

## Географія
Булл-Голлоу розташований за координатами 36°18′17″ пн. ш. 94°54′3″ зх. д. / 36.30472° пн. ш. 94.90083° зх. д. (36.304626, -94.900826).  За даними Бюро перепису населення США в 2010 році переписна місцевість мала площу 13,95 км², уся площа — суходіл.

## Демографія
Згідно з переписом 2010 року, у переписній місцевості мешкало 67 осіб у 23 домогосподарствах у складі 16 родин. Густота населення становила 5 осіб/км².  Було 28 помешкань (2/км²).
Расовий склад населення:
| - 82,1 % — корінних американців - 17,9 % — білих |

До двох чи більше рас належало 0,0 %. Частка іспаномовних становила 0,0 % від усіх жителів.
За віковим діапазоном населення розподілялося таким чином: 20,9 % — особи молодші 18 років, 65,7 % — особи у віці 18—64 років, 13,4 % — особи у віці 65 років та старші. Медіана віку мешканця становила 38,2 року. На 100 осіб жіночої статі у переписній місцевості припадало 103,0 чоловіків;  на 100 жінок у віці від 18 років та старших — 103,8 чоловіків також старших 18 років.
Цивільне працевлаштоване населення становило 17 осіб. Основні галузі зайнятості: виробництво — 58,8 %, освіта, охорона здоров'я та соціальна допомога — 41,2 %.